# Lillian Molieri Bermúdez
Lillian Molieri Bermúdez  (* 18. Januar 1925 in Managua; † 13. September 1980 ebenda) war eine nicaraguanische Schauspielerin.

## Leben
Lillian Molieri Bermúdez’ Eltern waren Mélida Bermúdez und Luis Arturo Molieri Orozco, Direktor der Banco Nacional de Nicaragua und 1958 bis 1960 Botschafter von Luís Somoza Debayle bei der deutschen Bundesregierung in Bad Godesberg. Die Molieri waren in den Diensten von Napoleon Bonaparte in Basilikata zu Land gekommen. Als Folge des Risorgimento kamen Mitte des 19. Jahrhunderts die Brüder Próspero, Francesco und Juan Bautista Molieri aus Savigliano als Mitglieder eines Orchesters nach El Realejo.  
Ab 1940 wohnte Lillian Molieri Bermúdez mit ihrem Bruder Ronald Molieri in Los Angeles und gehörte neben Barbara Carrera, Adán Vivas, Gabry Rivas (* 31. Januar 1890; † 1969 in Brüssel), Miguel Escoto Muñoz, dem Vater von Miguel Escoto Brockmann und dem Schauspieler Joaquín Elizondo zur nicaraguanischen Prominenz in den USA. Zu ihrem Bekanntenkreis gehörten Jack Lemmon, Jerry Lewis, Rex Harrison und Johnny Weissmüller. In Tarzan und das Leopardenweib bekam sie 1945 eine Rolle. Bermúdez spielte in Anna und der König von Siam (1946), einem Film über Anna Leonowens, unter der Regie von John Cromwell eine Frau des Königs.
1960 kehrte Lillian Molieri Bermúdez nach Managua zurück, eröffnete eine Theaterschule und tanzte mit Anthony Dexter (Walter Reinhold Alfred Fleischmann, * 19. Januar 1913 in Talmadge, Nebraska; † 27. März 2001 in Greeley, Colorado) im Teatro González, La Vida de Rodolfo Valentino.

## Filmografie (Auswahl)
- 1944: Das Korsarenschiff (The Princess and the Pirate)
- 1946: Tarzan und das Leopardenweib (Tarzan and the Leopard Woman)
- 1946: Die Spur des Fremden (The Stranger)
- 1946: Anna und der König von Siam (Anna and the King of Siam)
- 1947: Amber, die große Kurtisane (Forever Amber)
- 1949: Neptuns Tochter (Neptune’s Daughter)
- 1949: Kopfpreis 5000 Dollar (Hellfire)
- 1951: Die Piratenkönigin (Anne of the Indies)
- 1951: Spione, Liebe und die Feuerwehr (My Favorite Spy)
- 1953/1956: I Love Lucy (TV-Serie, zwei Folgen)
- 1954: Grünes Feuer (Green Fire)
- 1955: Aus dem Leben einer Ärztin (Strange Lady in Town)
- 1955: Dem Teufel auf der Spur (Hell’s Island)
- 1956: Das Ungeheuer ist unter uns (The Creature Walks Among Us)
- 1956: Bankraub in Mexiko (The Three Outlaws)